# Mk 29型魚雷
Mk 29型魚雷是一種潛射聲波制導魚雷，由西屋電氣於1945年為美國海軍設計。它採用與Mk 28型魚雷相同的聲波制導系統，但其速度更快，並配有外部深度設定器，可設定魚雷在不同深度運作。魚雷可以設為直線行進，或採用聲波制導。Mod 1有兩種速度選項。
1945年4月，Mk 29型魚雷研發計劃終止。